# Артемовка (Вологодская область)
Артемовка — деревня в Великоустюгском районе Вологодской области.
Входит в состав Усть-Алексеевского сельского поселения, с точки зрения административно-территориального деления — в Усть-Алексеевский сельсовет.
Расстояние по автодороге до районного центра Великого Устюга — 60 км, до центра муниципального образования Усть-Алексеево — 8 км. Ближайшие населённые пункты — Варгалово, Заозерица, Бурлево.
По данным переписи в 2002 году постоянного населения не было.